# European Film Market
Der European Film Market (kurz EFM) ist eine Fachmesse für Produzenten, Verleiher, Einkäufer und andere Akteure der internationalen Filmindustrie. Dort werden insbesondere Lizenzrechte gehandelt. Der European Film Market geht historisch auf die Filmmesse Berlin zurück und wird jährlich im Rahmen der Berlinale veranstaltet. Die Fachmesse zählt zu den wichtigen Treffen der Branche.

## Geschichte

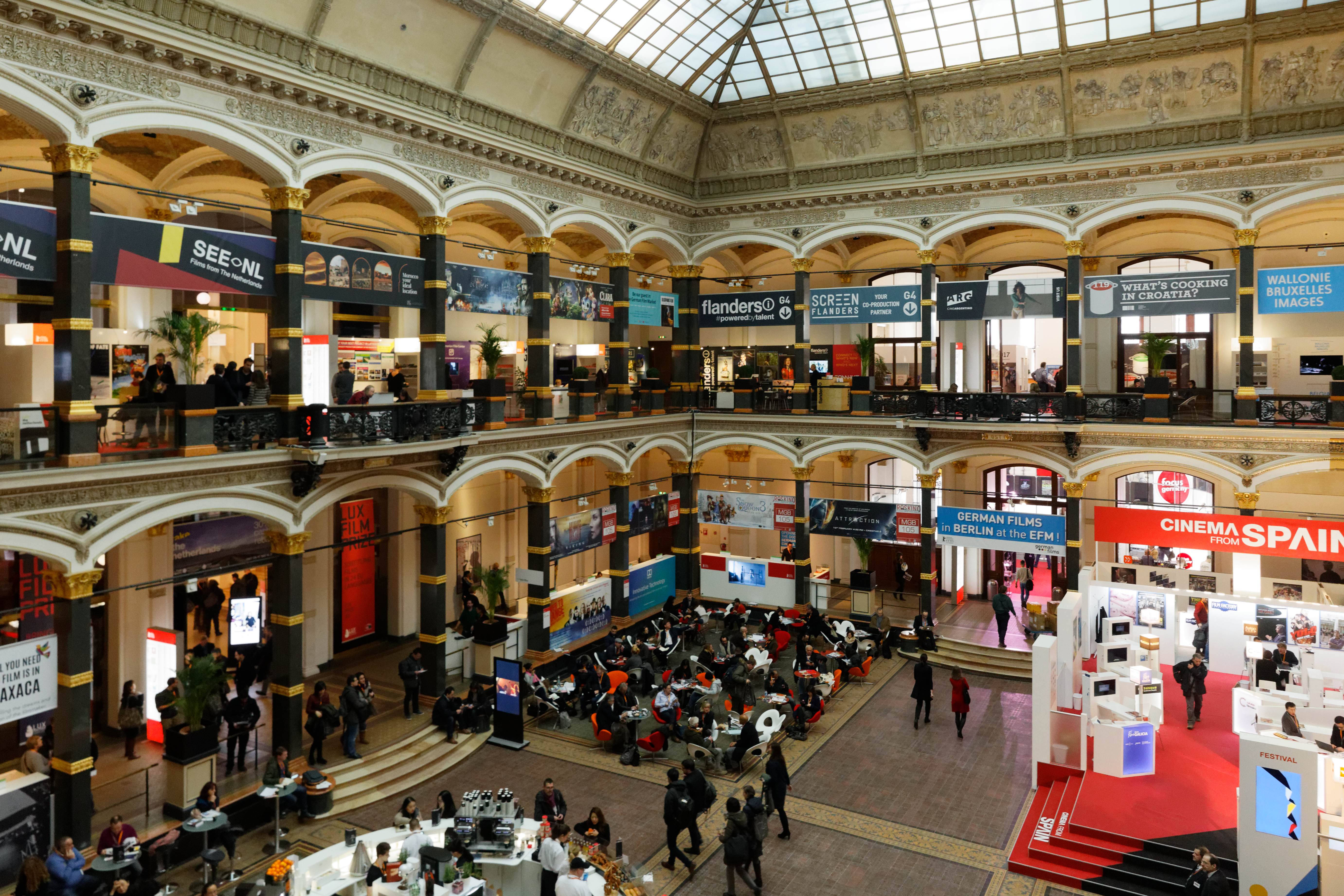
European Film Market 2017 im Martin-Gropius-Bau

### Gründung der Filmmesse Berlin
In den 1950er und 1960er Jahren etablierten sich die Internationalen Filmfestspiele Berlin als Handelsplatz für Filmrechte. Daraus entwickelte sich die Berliner Filmmesse als kommerzielles Gegenstück zum künstlerisch ausgerichteten Filmwettbewerb. 1978 verlegte Wolf Donner die Filmfestspiele vom Herbst ins Frühjahr.
1980 übergab Moritz de Hadeln die Verantwortung für die Filmmesse an Aina Bellis. Auf sie folgte 1988 die Festivalkuratorin Beki Probst. Bellis schuf die strukturellen Grundlagen einer modernen Messe, Probst baute sie zu einem internationalen Handelsplatz aus. Spätestens in den 1990er Jahren stieg das Interesse des Fachpublikums an der Berlinale, nicht zuletzt aufgrund der Filmmesse.

### Internationale Ausrichtung
Aufgrund von Etatkürzungen im Kultursektor der Stadt war die Filmmesse Berlin zeitweise gefährdet. Nach Schließung der Kunsthalle im Jahr 1993 fand sie in wechselnden Räumlichkeiten statt.
Die Verschiebung des American Film Market (AFM) auf einen späteren Zeitraum im Jahresverlauf eröffnete der Berlinale die Möglichkeit, die Filmmesse Mitte der 2000er Jahre stark zu erweitern und ein noch größeres Publikum anzuziehen. Bereits 1998 war der Name der Filmmesse in European Film Market geändert worden.
Das anhaltende Wachstum führte 2006 zur Verlegung der Messe in den Gropius-Bau. Damit einher ging eine Positionierung „zwischen Arthaus, Bollywood und Hollywood“. 2014 übernahm Matthijs Wouter Knol die Leitung der Messe. Er modernisierte das Format und schuf neue Angebote für Gründer aus der Filmwirtschaft. Von 2020 bis April 2024 wurde der European Film Market von Dennis Ruh geleitet. Seit Mai 2024 ist Tanja Meissner die neue Direktorin.
Aufgrund der Corona-Pandemie wurde der European Film Market im Februar 2021 und 2022 online durchgeführt. 2023 erreichte die Messe in Präsenz wieder großes Interesse.

### Aktuelle Entwicklungen
2024 wurden der European Film Market, Berlinale Talents, der Berlinale Co-Production Market und der World Cinema Fund zur gemeinsamen Initiative Berlinale Pro* zusammengeführt.

## Konzept

### Veranstalter
Der European Film Market ist eine Fachmesse. Sie wird vom Geschäftsbereich Internationale Filmfestspiele Berlin (IFB) der Kulturveranstaltungen des Bundes in Berlin (KBB) durchgeführt. Der European Film Market findet über den Zeitraum von sieben Tagen während der Berlinale statt und dient als Plattform für den Verkauf von Filmrechten. Dazu vernetzt das Angebot alle relevanten Akteure der Branche.

### Aussteller
Im Rahmen des European Film Market präsentieren sich rund 500 bis 600 Aussteller aus 100 Ländern auf 5.000 Quadratmetern. Ein Großteil der Ausstellungsfläche befindet sich im Gropius-Bau in Kreuzberg, einem der bedeutendsten Museumsbauten des Landes. Zusätzlich werden andere Gebäude wie Marriott Hotel am Potsdamer Platz und das Dokumentationszentrum für Flucht, Vertreibung und Versöhnung sowie das CinemaxX-Kino am Potsdamer Platz für Veranstaltungen und Vorführungen genutzt.

### Besucher
Der European Film Market verzeichnet über 10.000 Besucher. Das Publikum setzt sich vor allem aus Vertretern großer Medienunternehmen zusammen, insbesondere Produktionsfirmen, Fernsehsendern, Kinobetreibern und Distributoren. Der European Film Market fördert insbesondere den Austausch von Produzenten mit Finanziers und Start-up-Filmemachern.

### Programm
Das Programm des European Film Markets umfasst Marktuntersuchungen, Veranstaltungen zum Netzwerken, Podiumsdiskussionen, Workshops sowie Pitching-Sessions.

### Partner
Die Messe wird vom EU-Programm zur Förderung der Film- und Medienindustrie (Creative Europe Media) unterstützt. Sie wird in Zusammenarbeit mit zahlreichen kulturellen Institutionen durchgeführt, etwa dem Medienboard Berlin-Brandenburg und dem Goethe-Institut.